# Fruesko (slægt)
Fruesko (Cypripedium) er en slægt af jordfaste orkidéer, som er udbredt i Europa, Asien og Nordamerika. Den højtliggende rodstok er – som hos de fleste orkidéer – kort og kraftig. Den har en årlig længdevækst fra en knop i forenden, mens et stykke af den bagerste ende visner væk. Den oprette stængel vokser ligeledes frem fra rodspidsens knop og bærer de store, spredte og helrandede blade. Blomsterne er samlet i et aks, bestående af op til 12 blomster. Hver blomst har øverst tre spidse kronblade og en sko-agtig læbe forneden. De mange bittesmå frø er samlet i en trerummet kapsel. I det følgende omtales kun de arter, som er vildtvoksende i Danmark, eller som dyrkes her.
Fruesko-slægten regnes nogle gange til Fruesko-familien (Cypripediaceae), andre gange til underfamilien Cypripedioideae i Orkidé-familien (Orchidaceae) – i begge tilfælde sammen med andre slægter med tøffelformet underlæbe og en fra andre orkidéer afvigende bygning af "søjlen" inde i blomsten, nemlig slægterne Mexipedium, Paphiopedilum, Phragmipedium og Selenipedium.
| Arter |

- Cypripedium margaritaceum
- Cypripedium micranthum
- Dronningesko (Cypripedium reginae)
- Japansk fruesko (Cypripedium japonicum)
- Lav fruesko (Cypripedium acaule)
- Fruesko (Cypripedium calceolus)
- Storblomstret fruesko Cypripedium macranthos)